# Находкинский риф
Находкинский риф (Находкинский массив, Находкинский карьер) — остатки древнего рифа, расположенного на юге Приморского края России, в окрестностях Находки — районе Находкинской нефтебазы.
В результате активной разработки карьера в наше время оказался наполовину разрушен. До разработки карьера представлял собой куполовидную возвышенность с овальным основанием: 150 метров в длину и 40 метров в ширину, видимая высота рифа составляла 40 метров (1984).
Находкинский риф венчает разрез отложений чандалазского горизонта. Сфинктозоа в этом месте были впервые обнаружены в 1972 году. Известняковые отложения рифа относятся к пермскому периоду. Органический состав включает 28 видов. Основная ископаемая фауна: сфинктозоа, кораллы, фораминиферы, криноидеи, водоросли, присутствуют также губки, двустворчатые моллюски, аммоноидеи, мшанки. Основные каркасостроители рифа — сфинктозоа и криноидеи.